# Persone di nome Jay
| Questa pagina contiene informazioni ricavate automaticamente dalle voci biografiche con l'ausilio del template Bio e di un bot. L'aggiornamento è periodico e automatico e ricostruisce completamente la pagina. Se manca una persona in questa lista, sei pregato di non aggiungerla, ma accertati piuttosto che la sua voce biografica contenga il template Bio e che i dati anagrafici siano correttamente compilati. Se il template Bio manca, inseriscilo tu stesso o, in alternativa, metti l'avviso {{tmp\|Bio}} che ne segnala la mancanza. Se i dati riportati sono sbagliati, correggi direttamente la voce biografica; le modifiche saranno visibili in questa lista entro pochi giorni. Per chiarimenti vedi il progetto antroponimi. La lista contiene solo le 149 persone che sono citate nell'enciclopedia e per le quali è stato implementato correttamente il template Bio. Pagina aggiornata al 16 ott 2024. |

Questa è una lista di persone presenti nell'enciclopedia che hanno il prenome Jay, suddivise per attività principale.

## Allenatori di football americano(1)
- Jay Harbaugh, allenatore di football americano statunitense (San Diego, n. 1989)

## Allenatori di hockey su ghiaccio(1)
- Jay Pandolfo, allenatore di hockey su ghiaccio e ex hockeista su ghiaccio statunitense (Winchester, n. 1974)

## Allenatori di tennis(1)
- Jay Berger, allenatore di tennis e ex tennista statunitense (Fort Dix, n. 1966)

## Artisti marziali misti(1)
- B.J. Penn, artista marziale misto statunitense (Kailua, n. 1978)

## Astronauti(1)
- Jay C. Buckey, ex astronauta e medico statunitense (New York, n. 1956)

## Attori(26)
- Jay Acovone, attore statunitense (Mahopac, n. 1955)
- Jay Adler, attore statunitense (New York, n. 1896 - Los Angeles, † 1978)
- Jason Alexander, attore, cantante e regista teatrale statunitense (Newark, n. 1959)
- Jay Ali, attore britannico (Londra, n. 1980)
- Jay Armstrong Johnson, attore, cantante e ballerino statunitense (Fort Worth, n. 1987)
- Jay Baruchel, attore, doppiatore e regista canadese (Ottawa, n. 1982)
- Jay Benedict, attore e doppiatore statunitense (Burbank, n. 1951 - Londra, † 2020)
- Jay Eaton, attore statunitense (Union, n. 1899 - Hollywood, † 1970)
- Jay R. Ferguson, attore statunitense (Dallas, n. 1974)
- Jay C. Flippen, attore statunitense (Little Rock, n. 1899 - Los Angeles, † 1971)
- Jay Giannone, attore, regista e produttore cinematografico statunitense (Dorchester, n. 1969)
- Jay Hammer, attore statunitense (San Francisco, n. 1944)
- Jay Hernandez, attore statunitense (Montebello, n. 1978)
- Jay Kenneth Johnson, attore statunitense (Springfield, n. 1977)
- Jay Johnston, attore e comico statunitense (Chicago, n. 1968)
- Jay Karnes, attore statunitense (Omaha, n. 1963)
- Jay North, attore statunitense (Hollywood, n. 1951)
- Jay Novello, attore statunitense (Chicago, n. 1904 - North Hollywood, † 1982)
- Jay Patterson, attore statunitense (Cincinnati, n. 1954)
- Jay Robinson, attore statunitense (New York, n. 1930 - Los Angeles, † 2013)
- Jay Ryan, attore neozelandese (Auckland, n. 1981)
- Jay O. Sanders, attore statunitense (Austin, n. 1953)
- Jay Silverheels, attore canadese (n. 1912 - Calabasas, † 1980)
- Jay R. Smith, attore statunitense (Los Angeles, n. 1915 - Las Vegas, † 2002)
- Jay Thomas, attore statunitense (Kermit, n. 1948 - Santa Barbara, † 2017)
- Jay Underwood, attore, doppiatore e religioso statunitense (Minneapolis, n. 1968)

## Attori pornografici(1)
- Jay Grdina, ex attore pornografico statunitense (n. 1967)

## Avvocati(1)
- Jay Sekulow, avvocato e personaggio televisivo statunitense (New York, n. 1956)

## Bassisti(3)
- Jay Bentley, bassista statunitense (Wichita, n. 1964)
- Jay DeMarcus, bassista statunitense (Columbus, n. 1971)
- Jay Roberts, bassista britannico (Clevedon, n. 1946 - Clevedon, † 1995)

## Batteristi(4)
- Jay Lane, batterista statunitense (San Francisco, n. 1964)
- Jay Schellen, batterista statunitense (Albuquerque, n. 1960)
- Jay Weinberg, batterista statunitense (n. 1990)
- Jay Ziskrout, batterista statunitense (n. 1962)

## Calciatori(17)
- Jay Bothroyd, ex calciatore inglese (Londra, n. 1982)
- Jay Chapman, calciatore canadese (Brampton, n. 1994)
- Jay Dasilva, calciatore gallese (Luton, n. 1998)
- Jay DeMerit, ex calciatore statunitense (Green Bay, n. 1979)
- Jay Emmanuel-Thomas, calciatore inglese (Londra, n. 1990)
- Jay Fulton, calciatore scozzese (Bolton, n. 1994)
- Jay Gorter, calciatore olandese (Amsterdam, n. 2000)
- Jay Gupta, calciatore indiano (Pune, n. 2001)
- Jay Henderson, calciatore scozzese (Irvine, n. 2002)
- Jay Herdman, calciatore neozelandese (Invercargill, n. 2004)
- Jay Idzes, calciatore olandese (Mierlo, n. 2000)
- Jay Needham, ex calciatore statunitense (Fort Worth, n. 1984)
- Jay Rich-Baghuelou, calciatore australiano (n. 1999)
- Jay Rodriguez, calciatore inglese (Burnley, n. 1989)
- Jay Spearing, calciatore inglese (Wallasey, n. 1988)
- Jay Tabb, ex calciatore inglese (Tooting, n. 1984)
- Jay Warren, calciatore francese (n. 1989)

## Cantanti(4)
- Jay Chou, cantante e attore taiwanese (Taipei, n. 1979)
- Jay Santos, cantante colombiano (Bogotà, n. 1988)
- Jay Sean, cantante e produttore discografico britannico (Londra, n. 1981)
- Jay Smith, cantante e chitarrista svedese (Helsingborg, n. 1981)

## Cantautori(1)
- Jay Brannan, cantautore e attore statunitense (Houston, n. 1982)

## Cestisti(8)
- Jay Vincent, ex cestista statunitense (Kalamazoo, n. 1964)
- Jay Arnette, ex cestista statunitense (Austin, n. 1938)
- Jay Carty, cestista statunitense (West Plains, n. 1941 - Santa Barbara, † 2017)
- Jay Edwards, ex cestista statunitense (Muncie, n. 1969)
- Jay Guidinger, ex cestista statunitense (Milwaukee, n. 1969)
- Jay Miller, cestista statunitense (St. Louis, n. 1943 - Tempe, † 2001)
- Jay Murphy, ex cestista statunitense (Meriden, n. 1962)
- Jay Threatt, cestista statunitense (Richmond, n. 1989)

## Chitarristi(1)
- Jay Reynolds, chitarrista e polistrumentista statunitense (Los Angeles, n. 1969)

## Ciclisti su strada(3)
- Jay McCarthy, ex ciclista su strada australiano (Maryborough, n. 1992)
- Jay Robert Thomson, ex ciclista su strada sudafricano (Krugersdorp, n. 1986)
- Jay Vine, ciclista su strada australiano (Townsville, n. 1995)

## Compositori(4)
- Jay Blackton, compositore statunitense (New York, n. 1909 - Los Angeles, † 1994)
- Jay Chattaway, compositore statunitense (Monongahela, n. 1946)
- Jay Graydon, compositore, chitarrista e produttore discografico statunitense (Burbank, n. 1949)
- Jay Gruska, compositore e arrangiatore statunitense (Brooklyn)

## Fotografi(1)
- Jay Manuel, fotografo, modello e truccatore canadese (Scarborough, n. 1972)

## Fumettisti(1)
- Jay Ward, fumettista e autore televisivo statunitense (San Francisco, n. 1920 - Los Angeles, † 1989)

## Genetisti(1)
- Jay L. Lush, genetista statunitense (Shambaugh, n. 1896 - † 1982)

## Giocatori di baseball(2)
- Jay Bruce, ex giocatore di baseball statunitense (Beaumont, n. 1987)
- Dizzy Dean, giocatore di baseball statunitense (Lucas, n. 1910 - Reno, † 1974)

## Giocatori di football americano(10)
- Jay Ajayi, ex giocatore di football americano inglese (Londra, n. 1993)
- Jay Cutler, giocatore di football americano statunitense (Santa Claus, n. 1983)
- Jay Feely, ex giocatore di football americano statunitense (New Prague, n. 1976)
- Jay Gruden, ex giocatore di football americano e allenatore di football americano statunitense (Tampa, n. 1967)
- Jay Hilgenberg, ex giocatore di football americano statunitense (Iowa City, n. 1961)
- Jay Novacek, ex giocatore di football americano statunitense (Martin, n. 1962)
- Jay Prosch, giocatore di football americano statunitense (Mobile, n. 1992)
- Jay Richardson, giocatore di football americano statunitense (Washington, n. 1984)
- Jay Schroeder, ex giocatore di football americano statunitense (Milwaukee, n. 1961)
- Jay Ward, giocatore di football americano statunitense (Moultrie, n. 2000)

## Giocatori di pallacorda(1)
- Jay Gould II, giocatore di pallacorda statunitense (New York, n. 1888 - Margaretville, † 1935)

## Giocatori di poker(1)
- Jay Heimowitz, giocatore di poker statunitense (Bethel, n. 1937)

## Giornalisti(2)
- Whittaker Chambers, giornalista, scrittore e agente segreto statunitense (Filadelfia, n. 1901 - Westminster, † 1961)
- Jay Nordlinger, giornalista statunitense (n. 1963)

## Hockeisti su ghiaccio(2)
- Jay Bouwmeester, ex hockeista su ghiaccio canadese (Edmonton, n. 1983)
- Jay McClement, hockeista su ghiaccio canadese (Kingston, n. 1983)

## Imprenditori(3)
- Jay Firestone, imprenditore e produttore cinematografico canadese (Toronto, n. 1956)
- Jay Pritzker, imprenditore e filantropo statunitense (Chicago, n. 1922 - Chicago, † 1999)
- Jay Sarno, imprenditore statunitense (St. Joseph, n. 1922 - Las Vegas, † 1984)

## Informatici(2)
- Jay Elliot, informatico statunitense
- Jay Miner, informatico statunitense (Prescott, n. 1932 - Mountain View, † 1994)

## Ingegneri(1)
- Jay Forrester, ingegnere elettrotecnico e informatico statunitense (Anselmo, n. 1918 - † 2016)

## Medici(1)
- Jay McLean, medico statunitense (San Francisco, n. 1890 - † 1957)

## Montatori(1)
- Jay Cassidy, montatore statunitense (Chicago, n. 1949)

## Musicisti(2)
- Jay Ferguson, musicista e compositore statunitense (Burbank, n. 1947)
- Jay McShann, musicista e cantante statunitense (Muskogee, n. 1916 - Kansas City, † 2006)

## Nuotatori(1)
- Jay Litherland, nuotatore statunitense (Osaka, n. 1995)

## Pallavolisti(1)
- Jay Blankenau, pallavolista canadese (Edmonton, n. 1989)

## Pistard(1)
- Jay Nash McCrea, pistard statunitense (Springfield, n. 1887 - Cudahy, † 1959)

## Poeti(1)
- Kenneth Koch, poeta, sceneggiatore e romanziere statunitense (Cincinnati, n. 1925 - New York, † 2002)

## Politici(5)
- Jay Hammond, politico statunitense (Troy, n. 1922 - Port Alsworth, † 2005)
- Jay Inslee, politico e avvocato statunitense (Seattle, n. 1951)
- Jay Lovestone, politico, sindacalista e agente segreto statunitense (Molchad, n. 1897 - New York, † 1990)
- Jay Obernolte, politico statunitense (Chicago, n. 1970)
- J. B. Pritzker, politico e imprenditore statunitense (Atherton, n. 1965)

## Psicoterapeuti(1)
- Jay Haley, psicoterapeuta statunitense (n. 1923 - † 2007)

## Rapper(2)
- Flowsik, rapper, compositore e cantautore statunitense (New York, n. 1985)
- Jeezy, rapper e attore statunitense (Columbia, n. 1977)

## Registi(8)
- Jay Duplass, regista, sceneggiatore e attore statunitense (New Orleans, n. 1973)
- Jay Hunt, regista, attore cinematografico e sceneggiatore statunitense (Filadelfia, n. 1855 - Los Angeles, † 1932)
- Jay Levey, regista e produttore cinematografico statunitense
- Theodore Reed, regista, produttore cinematografico e attore statunitense (Cincinnati, n. 1887 - San Diego, † 1957)
- Jay Roach, regista e produttore cinematografico statunitense (Albuquerque, n. 1957)
- Jay Russell, regista statunitense (North Little Rock, n. 1960)
- Jay Wade Edwards, regista e editore statunitense (Lakeland, n. 1968)
- J. Om Prakash, regista e produttore cinematografico indiano (Sialkot, n. 1926 - Mumbai, † 2019)

## Saggisti(1)
- Jay David Bolter, saggista statunitense (n. 1951)

## Sassofonisti(1)
- Jay Beckenstein, sassofonista statunitense (Long Island, n. 1951)

## Sceneggiatori(1)
- Jay Wolpert, sceneggiatore, produttore televisivo e attore statunitense (New York, n. 1942 - Los Angeles, † 2022)

## Sceneggiatrici(1)
- Jay Presson Allen, sceneggiatrice e drammaturga statunitense (San Angelo, n. 1922 - Manhattan, † 2006)

## Scenografi(1)
- Jay Hart, scenografo statunitense

## Sciatori alpini(1)
- Jay Poulter, sciatore alpino statunitense (n. 2003)

## Sciatrici freestyle(1)
- Jay Riccomini, sciatrice freestyle statunitense (Port Matilda, n. 2004)

## Scrittori(5)
- Jay Anson, scrittore statunitense (New York, n. 1921 - Palo Alto, † 1980)
- Jay Asher, scrittore statunitense (Arcadia, n. 1975)
- Jay Bell, scrittore statunitense (Merriam, n. 1977)
- Jay Kristoff, scrittore australiano (Perth, n. 1973)
- Jay McInerney, scrittore e sceneggiatore statunitense (Hartford, n. 1955)

## Skater(1)
- Jay Adams, skater statunitense (Venice, n. 1961 - Puerto Escondido, † 2014)

## Tastieristi(1)
- Jay Darlington, tastierista inglese (Sidcup, n. 1968)

## Tennisti(2)
- Jay Clarke, tennista britannico (Derby, n. 1998)
- Jay Lapidus, ex tennista statunitense (Princeton, n. 1959)

## Tenori(1)
- Jay Hunter Morris, tenore statunitense (Paris, n. 1963)

## Tiratori a segno(1)
- Jay Shi, tiratore a segno statunitense (Pechino, n. 1979)

## Wrestler(1)
- Jay Briscoe, wrestler statunitense (Salisbury, n. 1984 - Laurel, † 2023)

## Senza attività specificata(1)
- Jay Jolley, ex ballerino statunitense (Payson, n. 1952)